# Alan Wake's American Nightmare
Alan Wake's American Nightmare es un videojuego de acción-aventura desarrollado por Remedy Entertainment y publicado por Microsoft Studios. El juego es una continuación descargable y un derivado de su predecesor, Alan Wake. El juego es un título de Xbox 360 y se lanzó el 22 de febrero de 2012 en todo el mundo. Se lanzó una versión de Microsoft Windows el 22 de mayo de 2012 en Norteamérica, el 29 de junio de 2012 en Europa y el 15 de noviembre de 2012 en Australia.

## Jugabilidad
Alan Wake's American Nightmare hace uso de la misma mecánica de combate que se encuentra en el Alan Wake original: Alan tiene una linterna, que debe enfocarse en los enemigos antes de dispararles. American Nightmare está más centrado en la batalla, contiene más municiones y una variedad más amplia de armas, incluidas una ametralladora, una pistola de clavos, una ballesta y escopeta de combate, entre otras. Algunas armas se desbloquean a través de estuches que se encuentran en los mapas, cada uno de los cuales requiere una cierta cantidad de páginas de manuscrito adquiridas para abrir. Las páginas coleccionables también aparecían en el Alan Wake original, aunque solo sirvieron para proporcionar un elemento adicional de la historia.
El juego también presenta un modo arcade, donde Alan se enfrenta a oleadas de enemigos cada vez más difíciles. Los nuevos mapas de arcade se desbloquean a medida que se superan con éxito, mientras que las armas disponibles están determinadas por la cantidad de páginas que se han recuperado en el modo historia.

## Sinopsis

### Escenario y personajes
Alan Wake's American Nightmare gira en torno al titular Alan Wake, un antiguo autor superventas de ficción policíaca. Durante unas vacaciones en el pequeño pueblo de Bright Falls, Washington, Alan se encontró con una entidad sobrenatural conocida como la Presencia Oscura, lo que lo obligó a escribir el manuscrito de una novela de terror que le daría poder al convertir los acontecimientos de la historia en realidad. Esto ocurrió a través del poder del Lugar Oscuro, una dimensión alternativa subjetiva ubicada debajo del lago volcánico Cauldron cerca de Bright Falls. Alan finalmente pudo derrotar a la Presencia Oscura alterando el final del manuscrito, liberando Bright Falls y destruyendo la Presencia Oscura, pero atrapando a Alan dentro del Lugar Oscuro.
La pesadilla americana de Alan Wake se centra en Mr. Scratch, un doppelgänger de Alan creado por el poder del lago Cauldron. Durante los eventos del juego, se revela que Mr. Scratch se creó cuando se difundieron falsos rumores sobre Alan tras su desaparición; el poder del Lugar Oscuro convirtió esta información errónea en realidad en la forma de Mr. Scratch, quien representa una versión negativa y puramente malvada de Alan. Mr. Scratch sirve a una entidad desconocida del Lugar Oscuro y busca usar su poder para hundir la Tierra en la oscuridad. Alan busca derrotar a Mr. Scratch para proteger a la humanidad, particularmente a su esposa, Alice Wake. Al igual que la Presencia Oscura, Mr. Scratch tiene el poder de poseer a los seres humanos y convertirlos en monstruosidades "tomadas", que solo pueden morir cuando la luz brilla sobre ellas.
El juego tiene lugar en Night Springs, una ciudad ficticia que cobra vida gracias a los escritos de Alan. Dentro de la ciudad, Alan se encuentra con varios habitantes que lo ayudan en su misión de detener a Mr. Scratch, incluida la mecánica automotriz Emma Sloan, la astrónoma Dra. Rachel Meadows y la curadora de arte Serena Valdivia. Otros personajes que hacen cameos en el juego incluyen al amigo y agente de Alan, Barry Wheeler, y los hermanos Anderson, heavy metal músicos de Bright Falls que ayudaron a Alan durante los eventos del primer juego, a quien Barry ahora administra durante su gira de regreso.

### Trama
La trama de American Nightmare está enmarcada por la narración de un episodio del programa de televisión ficticio Night Springs, que sigue el estilo de The Twilight Zone y apareció en televisión. pantallas a lo largo del Alan Wake original. El episodio se muestra en una pantalla de televisión en la habitación de hotel de Barry Wheeler, amigo y exagente de Alan. La narración explica que Alan está intentando perseguir al "heraldo de la oscuridad", el Sr. Scratch, que es el doble malvado de Alan creado por una fuerza oscura. Scratch está decidido a quitarle todo lo que Alan ama, incluida su esposa, Alice. Alan, como el "campeón de la luz", tiene la capacidad de reescribir la realidad y pudo escribir su escape del lago Cauldron en Washington. Termina cerca del pequeño pueblo de Night Springs, Arizona, y se entera de que ha estado desaparecido del mundo real durante casi dos años.
Una torre de perforación de petróleo cercana entra en erupción con hordas de poseídos controlados por el Sr. Scratch. Buscando luz, Alan corre a un motel cercano, donde se encuentra con Emma Sloan, quien al principio piensa que es el Sr. Scratch, ya que se ven idénticos. Ella le dice a Alan que Scratch estuvo en el motel la noche anterior y le proporciona a Alan una página escrita a máquina, una forma de alterar la realidad para destruir la torre de perforación y detener a los poseídos. Alan sigue sus instrucciones y altera la escena por la torre de perforación de petróleo, lo que hace que un meteorito choque con un satélite artificial, enviándolo a toda velocidad hacia la Tierra, donde luego choca con el petróleo. derrick. Mientras Alan está fuera realizando esta tarea, las fuerzas oscuras consumen a Emma.
Siguiendo las pistas que encontró en el motel, junto con un juego de llaves, Alan se dirige a un observatorio cercano. Allí, la Dra. Rachel Meadows, quien también conoció al Sr. Scratch anteriormente, está rastreando una señal misteriosa enviada justo antes de que el satélite fuera sacado de órbita. Rachel le dice a Alan que el Sr. Scratch estaba muy interesado en esta señal y Alan supone que debe contener la clave para derrotarlo. Antes de que puedan captar la señal completa, los poseídos sabotean el telescopio del observatorio. Después de que Alan repara el daño, llega una parte de la señal que se traduce en una página de una historia: una nueva realidad que presumiblemente Alan puede implementar.
La página le indica a Alan un autocine cercano, donde conoce a Serena Valdivia, quien está bajo la influencia de la oscuridad. Después de liberarla restaurando la energía y encendiendo las luces, Serena le dice a Alan que el Sr. Scratch está tratando de evitar que el sol vuelva a salir. Ella le da a Alan el código de seguridad de la sala de proyección donde puede cambiar la realidad. Alan usa el mensaje incompleto para intentar establecer la nueva realidad; sin embargo, como el mensaje es sólo parcial, la nueva realidad no surte efecto. Aparece el Sr. Scratch, regodeándose, y envía a Alan al pasado unas horas antes. Alan se da cuenta de que el Sr. Scratch tiene la intención de mantener a Alan atrapado en el bucle de tiempo para siempre, hasta que finalmente lo maten y el Sr. Scratch sea libre para conquistar el mundo.
Al despertarse cerca del motel, Alan repite muchos de los mismos movimientos. Emma y Rachel todavía tienen algunos deja vu de los eventos del bucle anterior y han ayudado a realizar algunas de las tareas anteriores de Alan para él. A pesar de sus esfuerzos por cambiar los acontecimientos esta vez, Emma es consumida nuevamente por la oscuridad. Rachel puede capturar una parte más larga de la señal esta vez, pero aún está incompleta. Cuando Alan regresa al autocine, todavía no puede completar la nueva realidad y Mr. Scratch lo envía al pasado nuevamente.
Alan repite sus acciones por tercera vez, pero esta vez puede salvar a Emma y obtener el mensaje completo de Rachel. Establece la serie correcta de eventos en la sala de proyección, lo que hace que el proyector muestre una película hecha por Alice. Mr. Scratch aparece de nuevo, pero descubre que Alan ha escrito con éxito la nueva realidad, y la película lo quema hasta desaparecer. En la pantalla, Alan parece reunirse con Alice a lo largo de una costa iluminada por el sol; sin embargo, el narrador cuestiona si estos eventos realmente ocurrieron o fueron simplemente un producto de la imaginación de Alan.
En una escena posterior a los créditos, Barry se despierta repentinamente, creyendo que ha escuchado la voz de Alan.

## Desarrollo
El 9 de mayo de 2011, se insinuó una secuela cuando se mostró "Alan Wake 2" en el curriculum vitae de Althea Suarez Gata. El mismo día, la información fue eliminada de su curriculum vitae.
El 10 de mayo de 2011, Oskari Häkkinen de Remedy le dijo a Joystiq, quien había filtrado un rumor de anuncio, que se acercaba el anuncio oficial de esta entrega. Destacó que no se consideraría "Alan Wake 2", pero tampoco sería un mero contenido adicional. Häkkinen no sería más específico que eso.
Spike Video Game Awards 2011 mostró un nuevo tráiler del juego el 10 de diciembre de 2011. Se había especulado que el juego sería un juego de Xbox 360 llamado "Alan Wake's Night Springs". GameInformer publicó la primera imagen del juego el 7 de noviembre de 2011. Justo antes de los Video Game Awards, IGN publicó una captura de pantalla del juego, junto con el título oficial.
Tras los rumores de que el juego se lanzaría para Microsoft Windows, Remedy anunció a principios de mayo de 2012 que el juego estaría disponible para la plataforma el 22 de mayo de 2012. Esto siguió al port de Remedy del Alan Wake original para la plataforma Windows unos meses antes.

### Banda sonora
Petri Alanko, el compositor del primer juego, volvió a componer American Nightmare. La música con licencia incluye la canción "Club Foot" de la banda británica de indie rock Kasabian, que juega un papel fundamental en la narrativa del juego. Poets of the Fall también compuso dos canciones nuevas: "The Happy Song", que aparece cada vez que aparece Mr. Scratch, y "Balance Slays the Demon", que aparece bajo la banda ficticia "Old Gods of Asgard".

## Recepción
American Nightmare ha recibido una acogida positiva. IGN puntuó el juego con un 8/10, elogiando su producción y elementos de acción, pero criticando la historia mediocre, el diálogo extrañamente escrito y la falta de suspenso. En la primera semana de lanzamiento, el juego fue el juego más vendido en Xbox Live Arcade.

## Secuela
Remedy Entertainment ha declarado que este no es el último juego de "Alan Wake" y que se está desarrollando una secuela. En mayo de 2013, Remedy confirmó que actualmente no estaban desarrollando un nuevo Alan Wake, sino que se centraban en un nuevo juego para Xbox One llamado Quantum Break. Alan Wake II se anunció durante The Game Awards 2021 y se lanzará en 2023, lo que amplía el Remedy Connected Universe también compartido con Control  en la misma franquicia.